# 苏巴马廉
拿督斯里苏巴马廉（拉丁化：Subramaniam Sathasivam，1953年4月1日—），前马来西亚柔佛州昔加末国阵国大党国会议员，前任国大党主席。曾担任卫生部长和人力资源部长。